# 伊沃·尼斯卡宁

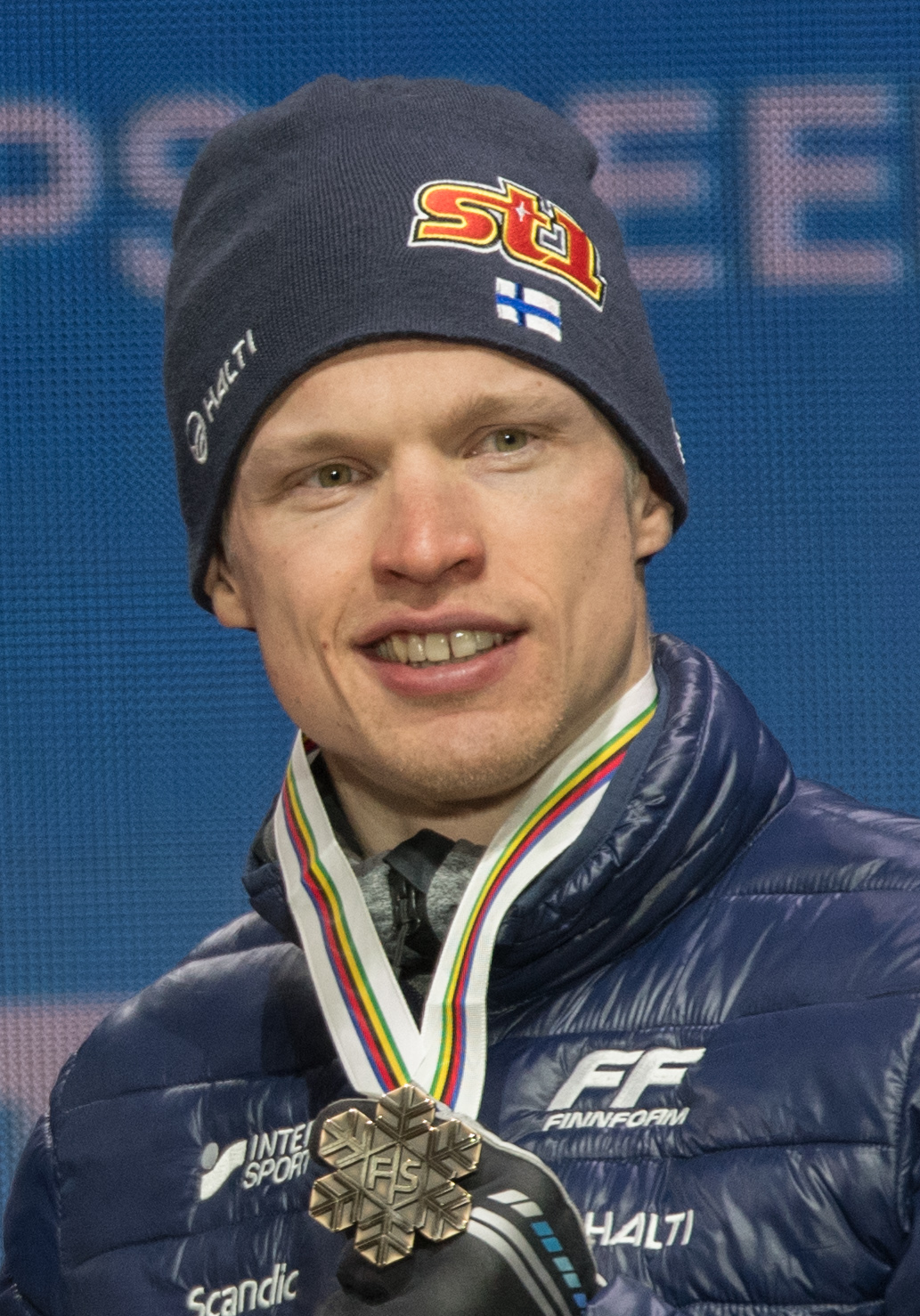
尼斯卡宁于2019年

伊沃·亨里克·尼斯卡宁（芬蘭語：Iivo Henrik Niskanen；1992年1月12日—），芬兰越野滑雪运动员。他曾连续在三届冬奥会上赢得金牌：2014年他获得团体竞速金牌，2018年他获得50公里滑雪金牌，2022年他获得15公里古典式越野滑雪金牌。2017年他在世界锦标赛上获得了15公里古典式滑雪金牌和古典式团体竞速铜牌。
尼斯卡宁在2014年与萨米·尧霍耶尔维一起被评为芬兰年度运动员称号，又在2017年和2018年单独被评为年度运动员。